# Плужнянський парк
 Плужня́нський парк — парк-пам'ятка садово-паркового мистецтва місцевого значення в селі Плужному, Україна.

## Відомості
Парк розташований у межах Шепетівського району Хмельницької області, в північній — північно-східній частині села Плужного.
Площа 17 га. Статус даний згідно з рішенням обласної ради народних депутатів від 17.12.1993 року № 3. Перебуває у віданні: Плужненська сільська громада.
Статус даний для збереження давнього парку, закладеного довкола садиби Яблонських-Тишкевичів.